# 龔自知
龔自知（1894年5月31日—1967年5月7日），原名兆麟，字仲鈞，雲南省大關縣翠華人，中华民国政治人物，民國37年（1948年）在教育會西區當選第一屆立法委員。

## 生平[1][2]
畢業於北京大學預科，回滇任教于雲南高等師範學校、東陸大學。歷任昆明市政公所教育課課長，雲南省政府秘書長、雲南省教育廳長。創辦《雲南日報》任常務董事，1949年赴香港，登報聲明脫離國民黨。後歷任雲南軍政委員會委員、省人民政府委員、副主席、民革雲南省委員會主任委員、民革中央委員。
- 雲南省政府秘書長、雲南省政府委員、雲南省政府教育廳廳長、雲南省普通考試試務處處長、雲南省縣長考試典試委員、高等考試初試典試委員、二十九年高等考試財政金融人員考試初試典試委員、二十九年高等考試初試試務處昆明辦事處處長、三十年高等考試初試典試委員會昆明辦事處處長、三十一年第一次高等考試初試試務處處長 兼 三十一年第一次普通考試試務處昆明辦事處處長、三十一年第二次高等考試初試試務處昆明辦事處處長、三十二年第一次高等考試初試試務處昆明辦事處處長、三十二年高等考試外交官領事官臨時考試初試典試委員、三十二年第二次高等考試初試試務處昆明辦事處處長、派遣國外實習農工礦業技術人員考試試務處昆明辦事處處長[3]
- 雲南省參議會議長
- 出席立法院第一會期內政及地方自治委員會、教育文化委員會